# Prasat Khao Lon
Le Prasat Khao Lon est un sanctuaire khmer situé en Thaïlande, district de Ta Phraya, dans la Province de Sa Kaeo, au pied du Khao Sakae Krong. Il comprenait quatre tours en briques (trois en façade, une à l'arrière), dont une seule demeure aujourd'hui. Au nord est se trouvent deux bassins connectés au prasat par une ancienne chaussée. Son architecture est très similaire à celle du Prasat Khao Noi. Sur l'encadrement de la porte en grès, des inscriptions anciennes sont visibles.

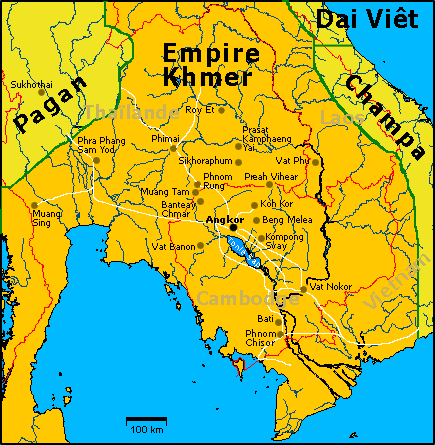
Principaux sites khmers

## Photographies

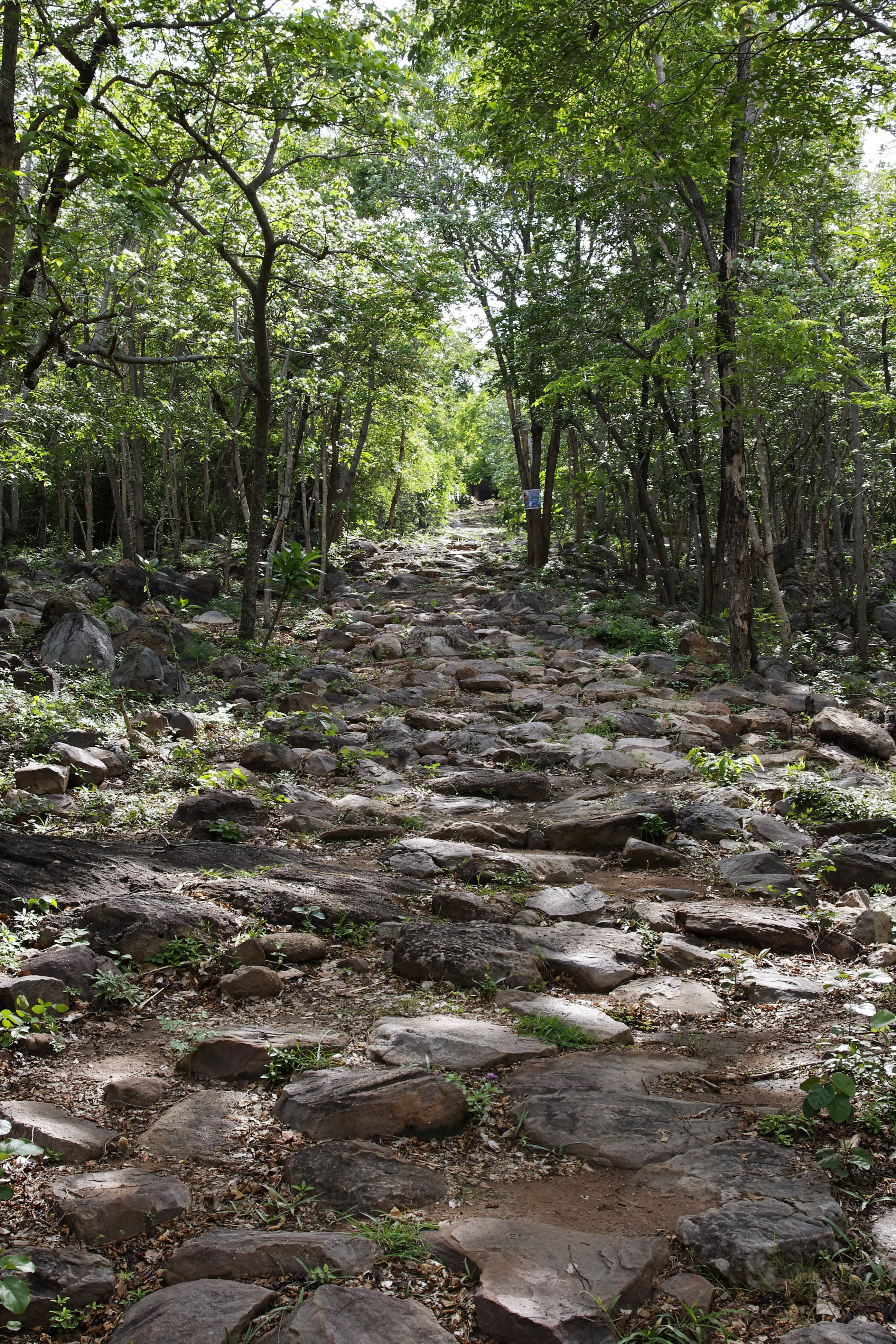
La chaussée menant au prasat
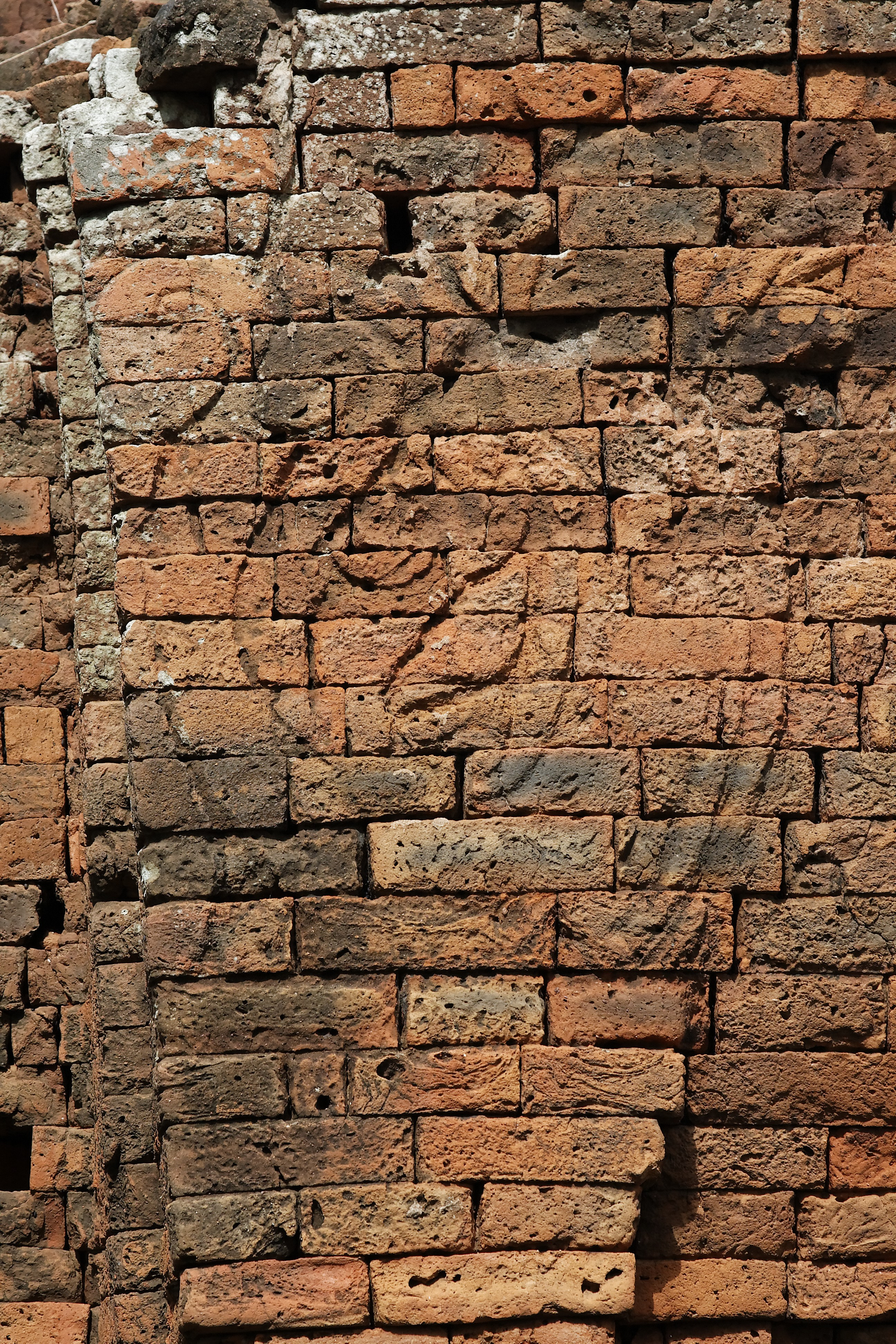
Bas-relief sculpté directement dans la brique
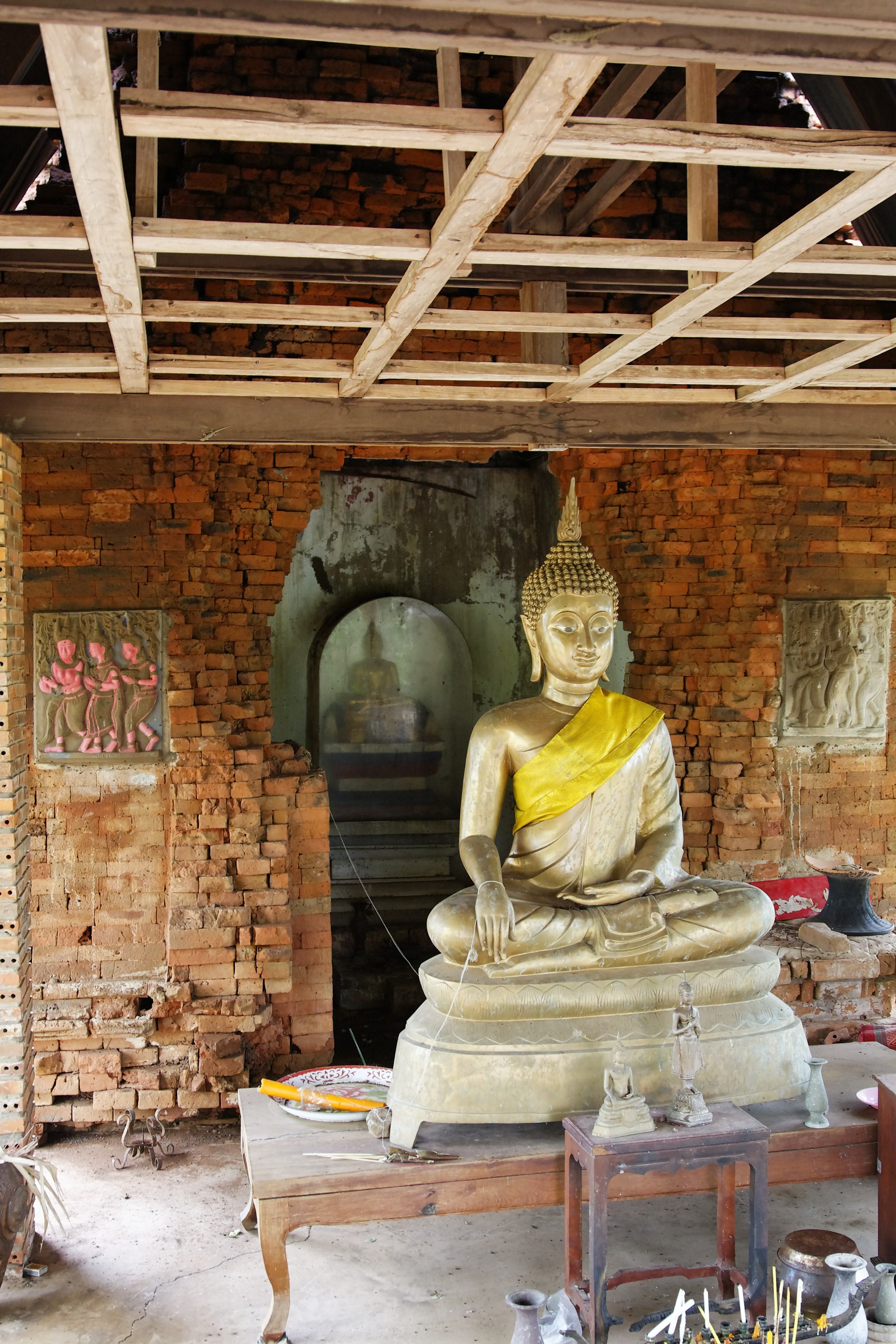
L'entrée de la tour, encore utilisée de nos jours
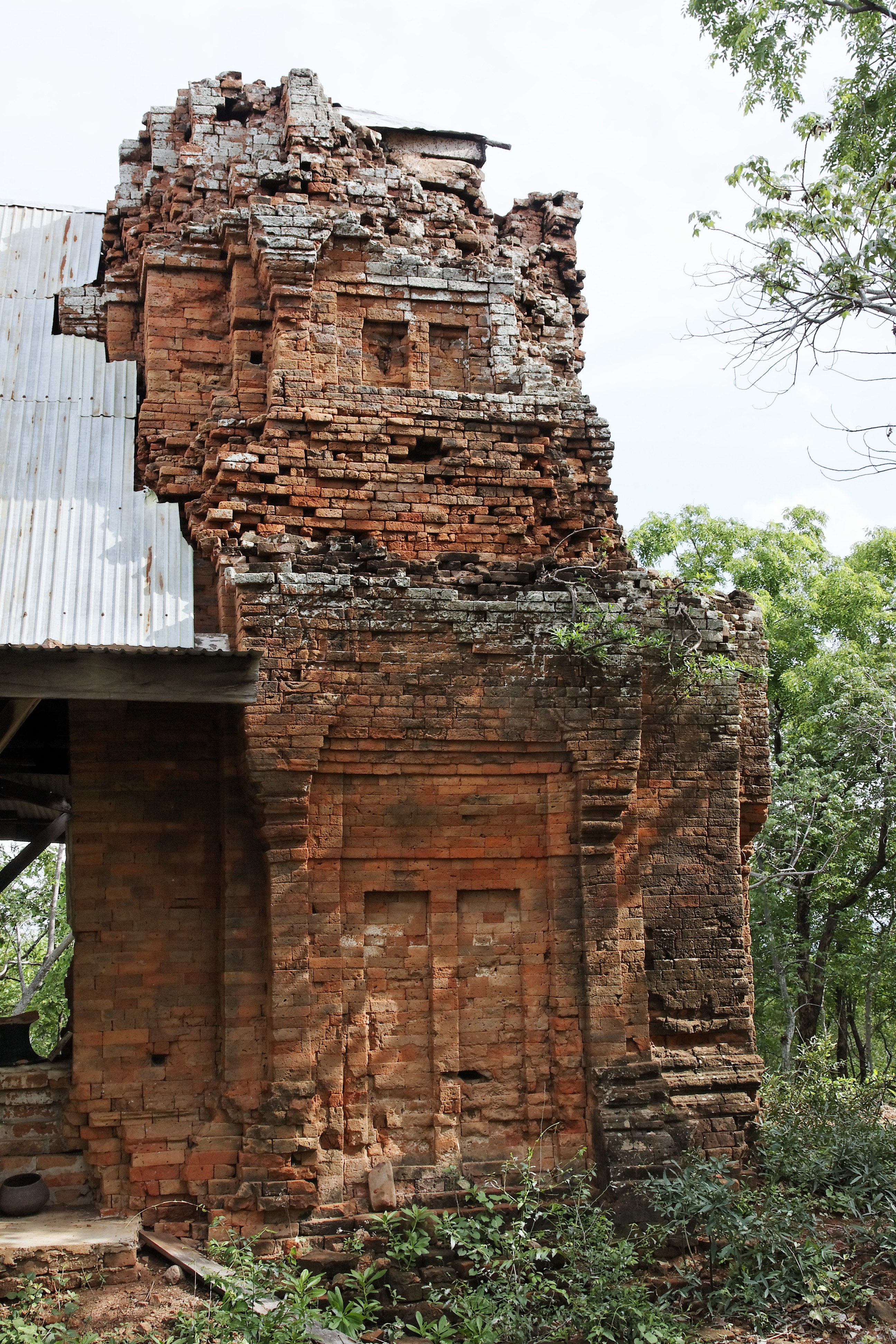
Façade latérale de la tour, fausse porte et fausses fenêtres